# Ошеров, Юрий Петрович
Ю́рий Петро́вич Оше́ров (6 ноября 1942, Саратов — 27 июня 2019, Саратов) — советский и российский актёр, режиссёр и педагог. Художественный руководитель Саратовского ТЮЗа (2007—2019). Народный артист Российской Федерации (1995).

## Биография
Юрий Ошеров родился 6 ноября 1942 года в Саратове, мать — Серафима Давыдовна Ошерова (1916 года рождения, капитан медицинской службы).
В 1963 году окончил драматическую студию при Саратовском ТЮЗе (руководителем студии был Ю. П. Киселёв, педагог В. И. Давыдов) и стал актёром Саратовского ТЮЗа.
Через семь лет успешной работы в театре Юрию Ошерову было присвоено почётное звание «Заслуженный артист РСФСР».
С 1996 по 2007 год являлся главным режиссёром Саратовского ТЮЗа, с 2007 по 27 июня 2019 — художественный руководитель театра.
17 июня 2019 года во время работы на главной сцене Саратовского ТЮЗа Ошеров упал в техническую яму и через 10 дней скончался от травм в больнице. Похоронен 1 июля 2019 года.

## Семья
Супруга — актриса Светлана Лаврентьева.

## Признание и награды
- заслуженный артист РСФСР (1970)[2]
- народный артист России (1995)[2]

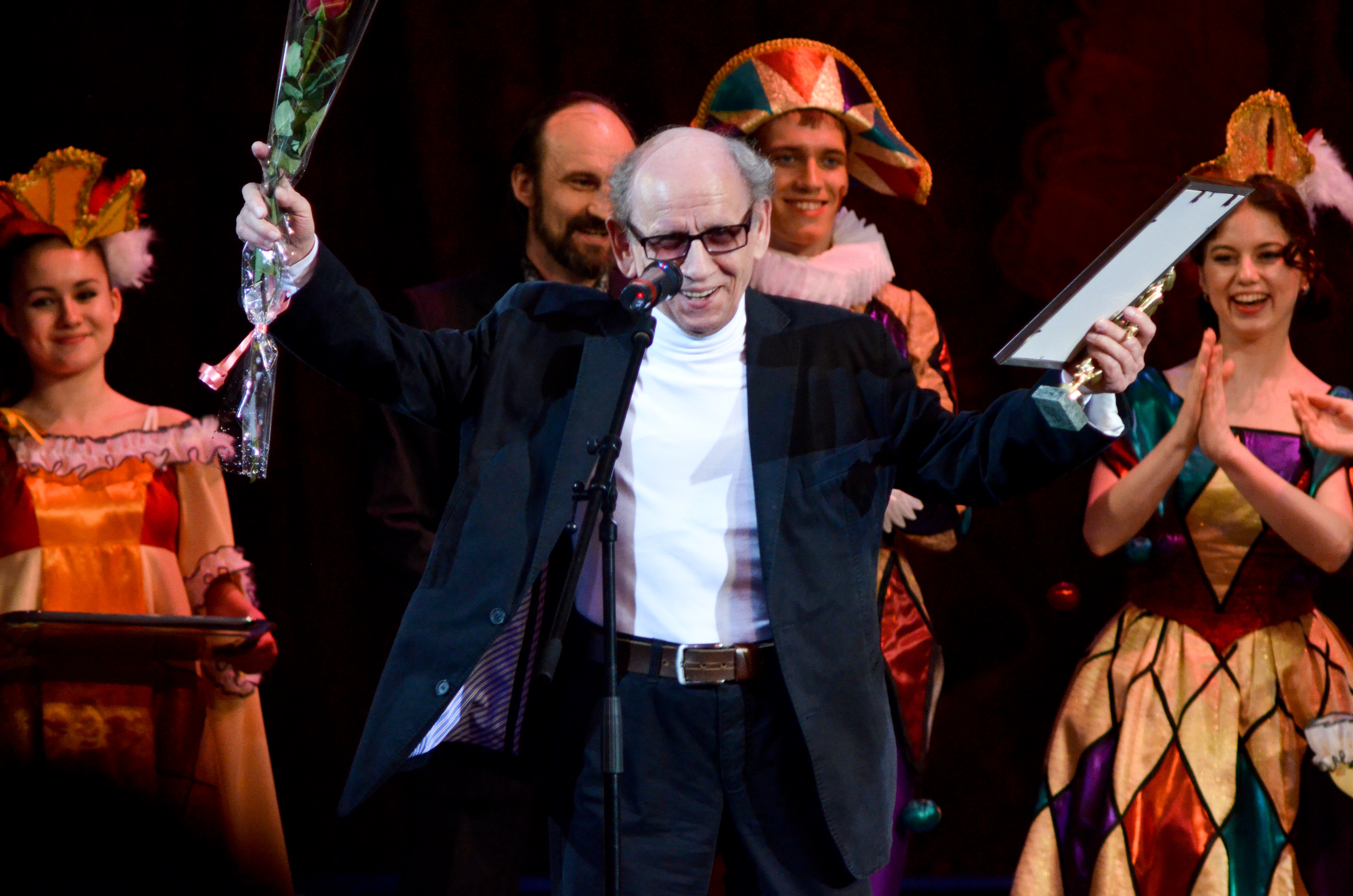
Юрий Ошеров на вручении «Золотого Арлекина» в 2014 году

- «Золотой Арлекин» в номинации «Лучшая мужская роль второго плана» в спектакле «Брак по-итальянски» (режиссёр Паоло Эмилио Ланди (2002)[2]
- орден Почёта (2004)[5]
- Почётный знак Губернатора Саратовской области «За любовь к родной земле» (2018)[6]

## Творчество

### Роли в театре
- 1967 — «Сказ о времени далеком и близком» Г. Акулова — Фёдор
- 1968 — «Эй ты. Здравствуй!» Г. С. Мамлина — Валерка
- 1969 — «Недоросль» Д. И. Фонвизина — Вральман
- 1971 — «Золотой ключик» А. Н. Толстого — пудель Артемон
- 1972 — «Мальчики» В. С. Розова — Красоткин
- 1974 — «Весенние перевёртыши» В. Ф. Тендрякова — Дюша
- 1977 — «Рыжик» А. И. Свирского —  Полфунта
- 1980 — «Маленькая Баба Яга» О. Пройслера — ворон Абрахас
- 1984 — «Рядовые» А. А. Дударева — Соляник
- 1986 — «Как важно быть серьёзным» О.Уайльда — каноник Чезюбл
- 1988 — «Вечный муж» по повести Ф. М. Достоевского — Трусоцкий
- 1989 — «Лавка древностей» по Чарльзу Диккенсу — Старик
- 1992 — «Тень» Евгения Шварца — людоед Пьеро
- 1993 — «Семейный портрет с посторонним» Степана Лобозёрова — Тимофей
- 1996 — «Старосветская любовь» по повести Н. В. Гоголя «Старосветские помещики» — Афанасий Иванович
- 1998 — «Привет Вам, господа!» по пьесе Д. Фонвизина «Бригадир» — Артамон Власич
- 1999 — «Король Лир» Шекспира — Шут
- 2001 — «Брак по-итальянски». Режиссёр: Паоло Эмилио Ланди — Альфредо Аморезо
- 2003 — «Слуга двух господ» Режиссёр: Паоло Эмилио Ланди
- 2005 — «Ах, как бы нам пришить старушку?.. (Дорогая Памела)» Дж. Патрика
- 2006 — «Шум за сценой». Режиссёр: Паоло Эмилио Ланди — Грабитель, Селздон Моубрей
- 2007 — «Дядюшкин сон» по повести Ф. М. Достоевского
- 2007 — «Синяя птица» по феерии Мориса Метерлинка
- 2008 — «Гальера» по произведениям Габриэля Гарсиа Маркеса — полковник

### Постановки в театре
- 1974 — «Весенние перевертыши» по повести В. Тендрякова
- 1987 — «Маленькая баба яга» немецкого сказочника Отто Пройслера
- 1989 — «Волшебное зелье» по пьесе Л. Есилевской.
- 1990 — «Сотворившая чудо» по пьесе У. Гибсона
- 1991 — «Просто ужас»
- 1995 — «Проданный смех»
- 1997 — «Семь суббот на неделе»
- 1997 — «Тринадцатая звезда»
- 1999 — «Много на свете не княжеских детей…» по роману Ф. Достоевского «Униженные и оскорбленные»
- 2001 — «Поллианна» по повести американской писательницы Э. Портер
- 2003 — «Строитель Сольнес» Генрика Ибсена
- 2004 — «Маленький принц» А. Де Сент-Экзюпери
- 2005 — «Дорогая Памела» Дж. Патрикап
- 2006 — «Холодное сердце» Вильгельма Гауфа
- 2007 — «Конёк-Горбунок» по сказке Петра Ершова
- 2009 — «Мальчики» Виктора Розова (по мотивам романа Ф. М. Достоевского «Братья Карамазовы»)
- 2016 — «Недоросль» по пьессе Д. Фонвизина

### Фильмография
- 1965 — Верность — запевала
- 1965 — Пять встреч (короткометражный)
- 2001 — Яды, или Всемирная история отравлений — Сократ, древнегреческий философ

### Озвучивание мультфильмов
- 1977 — Боевой кузнечик
- 1978 — Жила-была пчелка...